# تئودریک دوم
تئودریک دوم، تئودریش دوم (به آلمانی: Theuderich II)، تئودوریک دوم یا تیری دوم (به فرانسوی: Thierry II) (زادهٔ ۵۸۷ – درگذشتهٔ ۶۱۳) پادشاه بورگوندی از ۵۹۵ تا ۶۱۳ و پادشاه اوسترازیا از ۶۱۲ تا ۶۱۳ بود.

## زندگینامه
تئودریک دومین پسر شیلدبرت دوم، پادشاه اوسترازیا و بورگوندی و برادر کوچکتر تئودبرت دوم بود . با مرگ شیلدبرت در سال ۵۹۵، پادشاهی بورگوندی به مرکزیت اورلئان به تئودریک و پادشاهی اوسترازیا به مرکزیت متز به تئودبرت رسید. تئودریک همچنین ارباب شهرهای تولوز، اژان، نانت، آنژو، سن، آنگولم، پریژو، بلوآ، شارتر و لو مان شد.
در ۵۹۶ فردگوند، ملکهٔ نوستریا که در آن زمان نایب‌السلطنتی پسرش کلوتار دوم را برعهده داشت پاریس را که قرار بود به‌طور مشترک اداره شود تصاحب نمود. او سپس با فرستادن ارتشی به لافو موفق به شکست نیروهای تئودبرت و تئودریک شد.
تئودبرت دوم در سال ۵۹۹ میلادی برونهیلدا، همسر زیگبرت یکم فقید و شهبانوی پیشین اوسترازیا را از اوسترازیا بیرون کرد. برونهیلدای سرگردان به نزدیکی آرسی در شامپانی رسید و دهقانی او را پیش تئودریک آورد. تئودریک او را پذیرفت و دهقان را نیز احتمالاً با مقام اسقفی اوکسر پاداش داد. دیری نپایید که تئودریک زیر نفوذ برونهیلدا قرار گرفت که تمایل به آغاز جنگی کینه‌توزانه علیه تئودبرت داشت. سرانجام تئودریک و برادرش علیه یکدیگر وارد کارزار شدند که به شکست تئودبرت انجامید. اما جنگ‌سازی‌های بی‌امان و پی‌درپی عموزاده‌شان کلوتار دوم سبب شد تا دو برادر علیه او متحد شده و کلوتار را در سال ۶۰۰ میلادی شکست دهند. پس از آن دو برادر به تقسیم نواحی بین سن و اوآز بین خود پرداختند و منطقهٔ بین سن و لوآر که مرز با برتون‌ها را نیز شامل می‌شد به تئودریک رسید. آن‌دو همچنین با یکدیگر به گاسکونی لشکرکشیدند، مردم محلی را اسیر ساختند و ژنیالی را دوک آنجا قرار دادند.
اما در این زمان دو برادر بار دیگر وارد جنگ با یکدیگر شدند که نتیجه‌اش اینبار شکست تئودریک از تئودبرت در اتامپ بود. از سوی دیگر قلمرو تئودریک در سال ۶۰۵ مورد حملهٔ کلوتار و شهردار کاخ او برتلود و همچنین مرووش، پسر کلوتار و شهردار کاخ او لاندریک قرار گرفت. تئودریک در اتامپ با آنان رودررو شد اما تئودبرت از یاری‌رساندن به او خودداری کرد. با وجود این تئودریک به پیروزی دست یافت و برتولد کشته‌شد.
تئودبرت در سال ۶۱۰ میلادی آلزاس، سنتوآ، تورگاو و شامپانی را از چنگ برادرش درآورد و آلامانی‌ها نیز سربازان تئودریک را به‌سختی در شرق کوه‌های جورا شکست دادند. با وجود این تئودریک توانست نیروهای تئودبرت را در حدود سال ۶۱۱ در تول و بعدتر در سال ۶۱۲ در تسوپلیش تارومار کند. او تئودبرت را که پس از نبرد دوم از میدان جنگ گریخته بود را اسیر ساخت و او را به مادربزرگش برونهیلدا تحویل داد. برونهیلدا او را در صومعه‌ای زندانی ساخت و احتمالاً بعدتر او و پسرش مرووش را کشت تا تئودریک بدون مشکل به پادشاهی اوسترازیا برسد.
تئودریک در اواخر سال ۶۱۳ در متز، پایتخت اوسترازیا و در حالی‌که آمادهٔ رویارویی با دشمن دیرینه‌اش کلوتار دوم می‌شد بر اثر ابتلا به دیسانتری (اسهال خونی) درگذشت. او فرزند مشروعی نداشت و پس از او پسر نامشروعش زیگبرت دوم به پادشاهی بورگوندی و اوسترازیا رسید.